# Les Bordouès
Les Bordouès (oder de Bordouès; auch Grée Basse genannt) ist eine Allée couverte östlich von Monteneuf bei Ploërmel im Département Morbihan in der Bretagne in Frankreich.
Les Bordouès sind die Reste eines kleinen Galeriegrabes von etwa 8,0 Meter Länge und 1,5 Meter Breite. Erhalten sind einige vollständige, aber seitlich verkippte Tragsteine und die abgeschlagenen Reste nahezu aller übrigen Tragsteine, sowie ein Deckstein halbwegs in situ. Es gibt am Südende einen kleinen Zugang zur Hauptkammer, die durch eine große Platte abgetrennt ist. Ein Großteil des ovalen Hügels ist erhalten.
Bei Ausgrabungen im Jahre 1976 wurden unter anderem fünf geschliffene Äxte entdeckt.
Etwa einen Kilometer entfernt liegt die Steinreihe Pierres Droites und die Allée couverte La Loge Morinais. 